# Хадзапи митология
Хадзапите не са успели да достигнат до понятието за истински богове, което обикновено се появява при по-висока степен на развитие. Съществуват няколко митологични фигури, за които хадзапите считат, че са взели участие в сътворението на света. Основните са Ишоко, персонификация на Слънцето (Ишо на езика на хадзапите означава Слънце) и Хайне – на Луната. Почитат ги като демиурзи и културни герои и въпреки че изпълняват божествени функции, не са точно богове. В началото небето било разположено под Земята и те създали света завъртайки небето и земята като две парчета кожа, а след това ги огънали едно срещу друго. Тези персонажи са се погрижили да осигурят храна на хората и животните, дали са огън на човека, благоустроили са средата, която хадзапите обитават.
В различните митове и двамата се появяват ту като мъже, ту като жени. Когато са представени като мъже, понякога са братя. В някои митове, в които Ишоко е жена, тя е съпруга на Хайне. В други, в които Хайне е в женски пол, е съпруга на Ишоко. Според някои от митовете Ишоко е създател на всички животни и дори на хората. Между създадените от него същества има и такива, които по-късно се обръщат против човеците и са наказани за това. Такива са великаните човекоядци от мита за Ц'есенгего. Ишоко ги убива заради факта, че ядат хора като им казва: "Вие повече не сте хора!"

## Индая
Друг персонаж от митологията на хадзапите е Индая, който се проявява като културен герой. Това е човекът, който след смъртта си се оказал в земите на съседното племе исанзу. Той се завърнал от там, като донесъл на хадзапите различни стоки и полезни знания, които улеснили живота им.

## Народът исанзу
Народът исанзу населява територии, съседни на тези на хадзапите. За разлика от останалите им съседи, племето исанзу е мирно и доброжелателно настроено към тях. Затова хората от исанзу изпълняват в митовете им ролята на културни герои. Именно от тях те получават много стоки и нови знания. В един от митовете за великани двама братя от това племе спасяват хадзапите от страха и страданията като убиват великана Удудаи.

## Митове и легенди за великани
Тези митове описват великаните със свръхчовешка сила и височина. Ръцете им са силни като бедрата на обикновените хора. Когато спят хъркането им се чува на огромни разстояния. Копията им са с дължината на дървесни стволове. С един удар могат да убият няколко души. Те обаче имат човешки слабости и човешки нужди — ядат, спят и пият. Освен това могат да бъдат измамени, отровени и убити. В митовете обикновено са зле настроени към хадзапите, които изпитват силен страх от тях. Например великанът Сенгании, който всеки ден убивал и изяждал по един млад мъж или жена, намерил смъртта си от отровните стрели на младия Дамахе. По късно по същия начин Дамахе се справил и със Саабо, брата на великана. За това той получил от съплеменниците си щраусови пера, които при хадзапите са атрибут на вождовете.

## Митът за появата на хадзапите
В началото, когато още не били хора, хадзапите били павиани. Веднъж Ишоко ги изпратил да му донесат вода, но когато стигнали до реката, те се заиграли и забравили да изпълнят молбата му. Ишоко се ядосал, отишъл при тях и ги накарал да се разделят на две трупи. Едната превърнал в хора, а членовете на другата си останали павиани. И двете групи можели за живеят само в саваните. На павианите Ишоко разрешил да се хранят с плодовете на баобаба и на дърветата мколе (вид хибискус), мсваки и мтусе. Можели да ядат още царевица, просо, сладки картофи, както и два вида степна маниока – тшуму и паншу. На хората дал правото да се хранят с месо от всякакви животни, включително и месо от павиани, плодовете на баобаба и всички видове маниока.

## Исторически легенди
Първите легенди и митове са записани от проф. Лудвиг Кол-Ларсен по време на експедицията му при хадзапите в периода 1934-1936 г. Според тях хадзапите са водили няколко войни със съседните народи. Тъй като нямат летоброене, нито имена за годините и месеците, периодът, а и реалността на тези войни не са изяснени.

### Мангати
Първото стълкновение било с племето мангати. Хадзапите били нападнати през нощта, след проведено празненство и изпълнение на свещения танц епембе. Били избити много от тях и вождът им Илура поискал сключване на мир от предводителя на мангатите Сагиру. Примирието било сключено със заколване на бик и победители и победени седнали заедно на трапезата. В знак на вечно приятелство мъжете от двата враждуващи лагера си разменили кожени препаски за ръце. Това била последната битка между двете племена. Много от мангатите се заселили в района Мангола, а владенията на хадзапите се простирали от Усукумските планини до склоновете на планината Олдеани.

### Масаи
Други врагове на хадзапите били масаите. Те пристигнали от планината Цаузаго и битката между двете племена се състояла недалеч от езерото Еяси. Почти всички хадзапи били избити. Останалите се оттеглили към планината Мбулу, така че във войната се оказали въвлечени и мангатите. Те били изтикани към планините и след войната се заселили по склоновете на Мбулу, а хадзапите избягали при племето исанзу. Когато войната с масаите завършила, настъпил "великият глад". А след глада ги нападнала тежка болест, от която починали много хадзапи и числеността им съвсем намаляла.

### Вътрешни войни
Отделните групи хадзапи от различните зони на обитаване понякога също воювали помежду си. Но тези стълкновения представлявали единоборство между двамата най-силни мъже от всяка група. Представителят на предизвикващата група съобщавал, че идват да победят. Предизвиканите приемали и излъчвали своя боец. Боят ставал с тояги, а двете групи наблюдавали схватката. Ако не можело да се излъчи победител, боят обхващал всички мъже и в ход били пускани копия и стрели. В разгара на сражението двама възрастни от всяка група заставали между биещите се и съобщавали, че е време за почивка. След известно прекъсване за отдих боят се възобновявал. Това можело да продължи дълго време, като понякога даже се случвало някой да бъде убит. Победена била тази група, която първа започне да бяга. След края на битката всички мирно се разотивали, а на следващия ден победителите се връщали и оставали да спят при победените. Сутринта мъжете от двете групи тръгвали на лов. Уловеното изяждали заедно, като това бил символът за сключване на мир. По време на това хранене нито една жена не трябвало да се приближава до мъжете, защото те имали право да я убият. Освен ако не е с плачещо дете на гърба си. Никой мъж нямал право да безпокои жена, когато детето ѝ плаче.

## Митологични персонажи
- Индая
- Ишоко
- Хайне